# Cơ động (quân sự)
Cơ động dùng trong lĩnh vực quân sự là thuật ngữ chỉ tính chất của một đạo quân liên quan đến khả năng tổ chức, hoạt động nhanh chóng trong triển khai, di chuyển, hợp đồng binh chủng và phối hợp tác chiến trong các trận đánh. Yếu tố cơ động là vô cùng quan trọng trong chiến đấu, đã quyết định thắng bại của nhiều quân đội trong lịch sử chiến tranh.

## Lợi thế
Một đạo quân cơ động là đạo quân có khả năng linh hoạt cao trên chiến trường, trong tấn công, phòng thủ hay rút lui sẽ tạo nên yếu tố bất ngờ trong chiến đấu. Tốc độ nhanh khi tấn công sẽ dẫn đến nắm thế thượng phong, khi yếu thế so với đối phương, buộc lòng phải rút lui thì tính cơ động cho phép họ có thể chạy nhanh.
Khả năng cơ động giúp phối hợp tác chiến tốt giữa nhiều cánh quân, cũng như việc hội quân để hình thành lực lượng kết hợp, tăng ưu thế trong chiến đấu khi có sự kết hợp của nhiều phương tiện chiến đấu khác nhau, cũng như linh hoạt di chuyển quân theo các hướng bất kỳ ở mọi tình huống chiến đấu. Một đạo quân cần khả năng cơ động để hội quân nhanh chóng cho một pha tấn công. Khi thất bại cần nhanh chóng phân tán lực lượng và tháo chạy khỏi địa điểm chiến đấu.
Tính cơ động giúp khả năng chi viện, tăng cường cho đơn vị đồng đội nhanh chóng, từ đó bảo vệ an toàn một địa điểm quân sự, đánh bật quân đội đối phương.
Yếu tố cơ động cũng quan trọng trong phản công, vì quân đội sẽ chọn lựa thời điểm thích hợp phản công quân đối phương, khả năng cơ động giúp đảo ngược tình thế chiến đấu.
Một lợi thế rõ ràng là với một đơn vị quân sự ít ỏi so với đối phương vẫn đảm bảo khả năng chiến thắng nếu giao chiến. Vì tính cơ động khắc phục yếu điểm về quân số và trang bị, quân đội nhanh chóng triển khai tấn công sau đó di chuyển khỏi địa điểm vừa tấn công và tấn công một cánh quân đối phương ở địa điểm khác. Điều này, thường liên quan chiến thuật tấn công từng phần, khi quân số ít thì đánh từng đơn vị rời rạc của đối phương, tránh phải giao chiến với phần đông quân đối phương tại một trận địa. Sau đó nhanh chóng di chuyển trước mọi khả năng hội quân và phản công của đối phương.

## Yếu tố phụ thuộc

### Phương tiện
Tính năng cơ động của một đạo quân phụ thuộc vào phương tiện di chuyển. Thiếu phương tiện di chuyển sẽ không có khả năng tác chiến linh hoạt và nhanh chóng. Trong thời trung đại, lực lượng cơ động nhất là kỵ binh, việc sử dụng ngựa chiến khiến kỵ binh trở thành một lực lượng mạnh mẽ và nguy hiểm trên chiến trường. Các dân tộc du mục Nội Á đạt đến đỉnh cao của việc sử dụng ngựa thành thạo, trong đó có Mông Cổ, góp phần trong việc chiến thắng liên tục các cuộc chinh phạt và kiến tạo nên đế quốc rộng lớn của họ.
Các giai đoạn sau, ngựa dần thay thế bởi các loại xe cộ chạy động cơ, giúp tăng nhanh tốc độ và khả năng hoạt động bền bỉ trong chiến đấu. Giai đoạn tiếp theo là sự ứng dụng của các phương tiện bay, giúp hình thành các đơn vị cơ động chuyên nghiệp mới như lính dù, hoặc bộ binh đổ quân bằng trực thăng.

### Hỏa lực
Ở cấp chiến thuật, tính cơ động thường không hiệu quả hoặc không thể sử dụng khi một đạo quân không chiến đấu trong các trận dã chiến mà buộc phải chiến đấu trong các trận công thành. Sự tồn tại của thành trì kiên cố, hay các căn cứ quân sự phòng thủ chặt chẽ với chiến hào, hàng rào dây thép gai, ụ súng, boongke,... khiến cản trở tính năng cơ động. Nếu quân phòng thủ tập trung tại các công sự cố định với hệ thống khép kín, kiên cố và hỏa lực mạnh, họ sẽ đánh bật hoàn toàn quân tấn công. Tính năng cơ động vẫn có điểm dừng và hạn chế, một đạo quân cơ động chỉ linh hoạt và chiến đấu tốt trong các trận chiến mở.
Tuy vậy, các trận đánh cứ điểm hoàn toàn có thể thắng lợi nếu sử dụng mức độ lớn hỏa lực từ phương tiện hạng nặng. Trong thời trung đại, các đạo quân vây thành sử dụng phổ biến các loại máy bắn đá,...đến thời cận đại là việc sử dụng pháo binh, như các loại súng thần công. Như kết quả từ việc sử dụng phương tiện hạng nặng, hỏa lực mạnh chỉ có thể cung cấp từ phương tiện chiến tranh cỡ lớn, vì vậy tính cơ động sẽ giảm dần. Quân đội sẽ khó tăng tốc tấn công nhanh chóng một cách cơ động nếu các đơn vị phải kéo theo các vũ khí nặng, như các khẩu pháo lớn. Do đó, các lực lượng cơ động nhất trong suốt lịch sử cho đến thế kỷ 19 thường là đơn vị quân sự vũ trang hạng nhẹ. Sự ứng dụng của các phương tiện vận tải cỡ lớn, cho phép triển khai vũ khí nặng như tàu đổ bộ, máy bay vận tải đã cho phép phá vỡ hạn chế của tính cơ động liên quan kích thước vũ khí.

## Chiến thuật
Các chiến thuật quân sự liên quan tính năng cơ động có thể xem xét, bao gồm:
- Tấn công từng phần
- Bắn và chạy
- Phản pháo
- Trực thăng vận
- Thiết xa vận
- Chia lửa